# Jan Bergström (paleozoolog)
 Jan Lennart Bergström, född 22 november 1938 i Halmstad, död 17 november 2012 i Täby, var en svensk paleozoolog. Han disputerade 1973 vid Lunds universitet och var från 1989 professor senare emeritus i paleozoologi vid Naturhistoriska riksmuseet och blev 1990 ledamot av Vetenskapsakademien.

### Fotnoter
1. ↑  Uppsala universitet, läs online, läst: 28 november 2018.[källa från Wikidata]
2. ↑  Sveriges Dödbok 1860–2016, USB, Version 7.10, Sveriges Släktforskarförbund (2016).
3. ↑  Bergström, Jan (1973) (på engelska). Organization, life, and systematics of trilobites. [Diss. Lund : Univ.]. Fossils and strata, 0300-9491 ; 2. Oslo. Libris 78250
4. ↑  Nationalencyklopedin multimedia plus, 2000 (uppslagsord Jan Bergström)